# علم السلفادور

علم السلفادور

العلم المدني

علم الدولة

أعتمد علم السلفادور في 17 أيار - مايو من سنة 1912. ويتألف العلم السلفادوري من شريطين باللون الأزرق بينهما شريط باللون الأبيض مرتبة بصورة افقية وفي وسط الشريط الأبيض توجد شعار النبالة للسلفادور.وقد كان هذا العلم رسميا للسلفادور إلى سنة 1921 حيث أستعيض عنه بعلم أخر. ثم أصبح هذا العلم للمرة الثانية علما رسميا للسلفادور في سنة 1922. إن معنى الكلمات المكتوبة باللون الأصفر على علم الدولة (بالإسبانية DIOS، UNION ، LIBERTAD) ومعناها باللغة العربية (الله، الاتحاد، الحرية).

## معنى العلم
- الأزرق: يرمز إلى السماء والمحيطات.
- الأبيض: يرمز إلى الرغبة في السلام والوئام.

## أعلام سابقة

علم السلفادور مابين عامي 1823 - 1824 ومابين عامي 1842 - 1844.
علم السلفادور مابين عامي 1824 - 1841 ومابين عامي 1921 - 1922.
علم السلفادور مابين 28 نيسان إلى حزيران من عام 1865.
علم السلفادور مابين عامي 1865 إلى عام 1869.
علم السلفادور مابين عامي 1869 إلى عام 1873.
علم السلفادور مابين عامي 1873 إلى عام 1877.
علم السلفادور مابين عامي 1877 إلى عام 1898
علم السلفادور مابين 2 تشرين الثاني إلى 30 تشرين الثاني من عام 1898.
علم السلفادور مابين عامي 1898 إلى عام 1912.